# Benoît Saint Denis
Benoît Saint Denis (ur. 18 grudnia 1995 w Nîmes) – francuski zawodnik mieszanych sztuk walki (MMA) wagi lekkiej. Były zawodnik organizacji Brave CF. Od 2021 roku jest zawodnikiem UFC.

## Życiorys

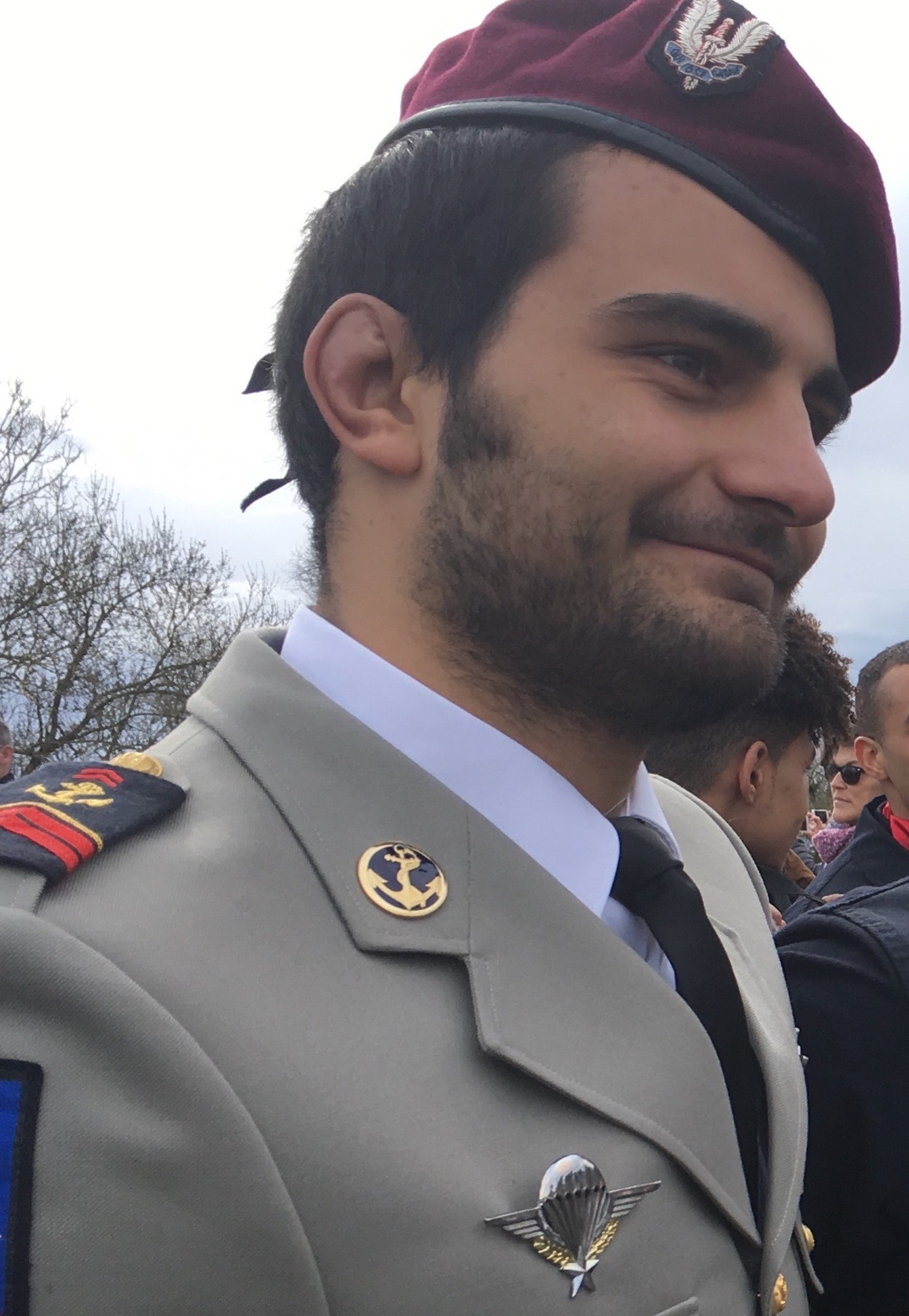
Saint Denis w mundurze służbowym Sił Specjalnych podczas ceremonii wojskowej 30 marca 2018.

Benoît Saint Denis urodził się 18 grudnia 1995 roku w Nîmes jako najstarszy z pięciu braci. Jego ojciec był oficerem Armée de terre ćwiczącym judo, a jego matka była nauczycielką. Saint Denis trenował judo we Francji i Niemczech w wieku od 8 do 16 lat i zdobył czarny pas. W młodości grał także w piłkę nożną i rugby union.
Przed rozpoczęciem kariery w MMA był członkiem 1. Pułku Spadochroniarzy Piechoty Morskiej, jednostki Dowództwa Sił Specjalnych Armii Francuskiej. Podczas wojny służył w Mali i szerzej w Afryce Zachodniej, walcząc z grupami terrorystycznymi. We wrześniu 2017 został odznaczony Medalem Wdzięczności Narodu i Krzyżem Kombatanta. Służbę wojskową opuścił po pięciu latach służby w marcu 2019 roku.

## Wczesna kariera w kick-boxingu i BJJ

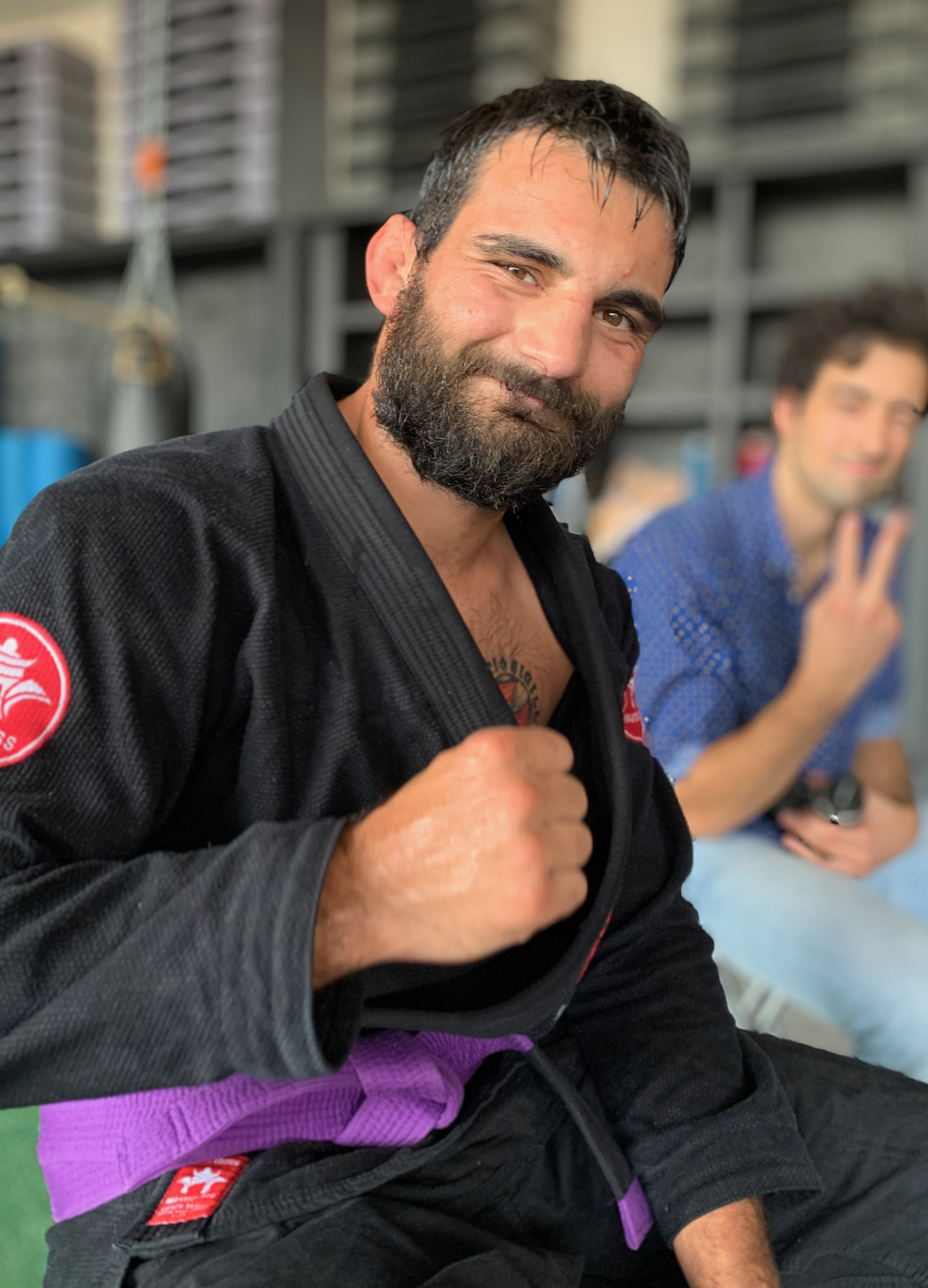
Trening brazylijskiego jiu-jitsu w akademii Paulo Jacksona w Lille, wrzesień 2019.

Saint Denis zaczął trenować kick-boxing ze Stéphane Susperregui i brazylijskie jiu-jitsu (BJJ) z Christophe Savoca w 2017 roku w regionie Bajonny.
Brał także udział w turniejach BJJ, wygrywając w wadze średniej (poniżej 88,3 kg / 194 funtów) z niebieskim pasem na Mistrzostwach West Zone 2017 we Francji. Brał udział w Międzynarodowych Mistrzostwach Open No Gi IBJJF Paris 2017 w wadze średnio-ciężkiej (poniżej 88,3 kg/194 funtów), zajmując 3. miejsce. 
Wygrał dywizję średnią (poniżej 82,3 kg/181 funtów) z niebieskim pasem i zajął 2. miejsce na Mistrzostwach Strefy Zachodniej 2018 we Francji. Wygrał dywizje średnią i ciężkią z niebieskim pasem na Międzynarodowych Mistrzostwach IBJJF Paris Open Gi wiosną 2018. 
Był także zwycięzcą obu kategorii gi i no-gi w Mistrzostwach Francji 2019, zdobywając niebieski pas w wadze średniej (poniżej 82,3 kg/181 funtów). Brał także udział w dwóch występach dla ACB JJ, w szczególności przeciwko Yusupowi Raisovowi, przegrywając punktami. 
We wrześniu 2017 roku rozpoczął treningi MMA. W późniejszym czasie sprawdził się w amatorskim turnieju Invictus XV, który wygrał w kategorii półśredniej 16 grudnia 2017 roku w San Sebastián. W lipcu 2018 roku trener Christophe Savoca poprosił Luiza Tostę, brazylijskiego kolegę, aby gościł Saint Denisa przez tydzień w jego klubie MMA w Londynie, Shootfighters, gdzie trenuje Michael Page. Brazylijczyk potwierdził, że Saint Denis jest w stanie wystartować w zawodowym MMA.

## Osiągnięcia

### Mieszane sztuki walki
- Staredown Fighting Championship
  - 2019: Mistrz Staredown FC w wadze półśredniej
- Brave Combat Federation
  - 2021: Poddanie roku 2020 w organizacji Brave CF

## Lista zawodowych walk w MMA
| Wynik     | Bilans   | Przeciwnik (bilans przed walką)  | Rozstrzygnięcie                              | Runda | Czas | Rozgrywki                                 | Data       | Miejsce    | Uwagi |
| --------- | -------- | -------------------------------- | -------------------------------------------- | ----- | ---- | ----------------------------------------- | ---------- | ---------- | --- |
|           |          | Mauricio Ruffy (12-1)            |                                              |       |      | UFC Fight Night: Imavov vs. Borralho      | 06.09.2025 | Paryż      | |
| Wygrana   | 14-3 (1) | Kyle Prepolec (18-8)             | Poddanie (duszenie trójkątne rękoma)         | 2     | 2:35 | UFC 315                                   | 10.05.2025 | Montreal   | |
| Przegrana | 13-3 (1) | Renato Moicano (19-5-1)          | TKO (przerwanie przez lekarza)               | 2     | 5:00 | UFC Fight Night: Moicano vs. Saint Denis  | 28.09.2024 | Paryż      | Main Event |
| Przegrana | 13-2 (1) | Dustin Poirier (29-8)            | KO (prawy hak)                               | 2     | 2:32 | UFC 299                                   | 09.03.2024 | Miami      | Co-Main Event |
| Wygrana   | 13-1 (1) | Matt Frevola (11-3-1)            | KO (kopnięcie na głowę)                      | 1     | 1:31 | UFC 295                                   | 11.11.2023 | Nowy Jork  | Bonus za występ wieczoru. |
| Wygrana   | 12-1 (1) | Thiago Moisés (17-6)             | TKO (ciosy pięściami w parterze              | 2     | 4:44 | UFC Fight Night: Gane vs. Spivak          | 02.09.2023 | Paryż      | Bonus za walkę wieczoru. |
| Wygrana   | 11-1 (1) | Ismael Bonfim (19-3)             | Poddanie (duszenie zza pleców)               | 1     | 4:48 | UFC Fight Night: Strickland vs. Magomedov | 01.07.2023 | Las Vegas  | |
| Wygrana   | 10-1 (1) | Gabriel Miranda (16-5)           | TKO (prawy hak i ciosy pięściami w parterze) | 2     | 0:16 | UFC Fight Night: Gane vs. Tuivasa         | 03.09.2022 | Paryż      | Bonus za występ wieczoru . |
| Wygrana   | 9-1 (1)  | Niklas Stolze (12-5)             | Poddanie (duszenie zza pleców)               | 2     | 1:32 | UFC Fight Night: Volkov vs. Rozenstruik   | 04.06.2022 | Las Vegas  | Debiut w wadze lekkiej. |
| Przegrana | 8-1 (1)  | Elizeu Zaleski dos Santos (22-7) | Decyzja (jednogłośna)                        | 3     | 5:00 | UFC 267                                   | 30.10.2021 | Abu Zabi   | Debiut w UFC. Pojedynek w wadze półśredniej.                                                                                                 |
| Wygrana   | 8-0 (1)  | Arkaitz Ramos (6-2)              | Poddanie (duszenie trójkątne rękoma)         | 1     | 3:09 | Brave CF 52                               | 01.08.2021 | Mediolan   | |
| Wygrana   | 7-0 (1)  | Luan Santiago (15-4)             | Poddanie (duszenie trójkątne rękoma)         | 2     | 3:51 | Brave CF 49                               | 25.03.2021 | Arad       | |
| Wygrana   | 6-0 (1)  | Mario Saeed (13-4)               | TKO (ciosy pięściami)                        | 2     | 1:49 | Brave CF 38                               | 08.08.2020 | Sztokholm  | |
| Wygrana   | 5-0 (1)  | Ivica Trušček (38-34)            | Poddanie (dźwignia na kolano)                | 1     | 3:39 | Brave CF 34                               | 19.01.2020 | Lublana    | |
| Nieodbyta | 4-0 (1)  | Paweł Kiełek (9-5-1)             | No contest (przypadkowe zderzenie głowami)   | 2     | 5:00 | Brave CF 28                               | 04.11.2019 | Bukareszt  | Debiut w Brave CF. Początkowo zwycięstwo Kiełka przez techniczny nokaut, jednak po złożeniu protestu werdykt został zmieniony na No Contest. |
| Wygrana   | 4-0      | Ibragim Baisarov (7-1)           | Poddanie (dźwignia prosta na staw łokciowy)  | 1     | 2:47 | European Beatdown 7                       | 12.10.2019 | Mons       | |
| Wygrana   | 3-0      | Antoine Bensimon (2-0)           | Poddanie (duszenie gilotynowe)               | 1     | 4:00 | Trophée de France                         | 15.06.2019 | Longjumeau | |
| Wygrana   | 2-0      | Artur Szczepaniak (4-0)          | Poddanie (duszenie zza pleców)               | 3     | 3:00 | Staredown FC 14                           | 21.03.2019 | Antwerpia  | Zdobył pas mistrzowski Staredown FC w wadze półśredniej.                                                                                     |
| Wygrana   | 1-0      | Marc Domon (0-0)                 | Poddanie (duszenie gilotynowe)               | 1     | 3:29 | Lions FC 8                                | 16.02.2019 | Neuchâtel  | |